# Kijowska Akademia Duchowna
Kijowska Akademia Duchowna – ukraińska uczelnia Rosyjskiej Cerkwi Prawosławnej istniejąca w Kijowie w latach 1817–1919. 

## Historia

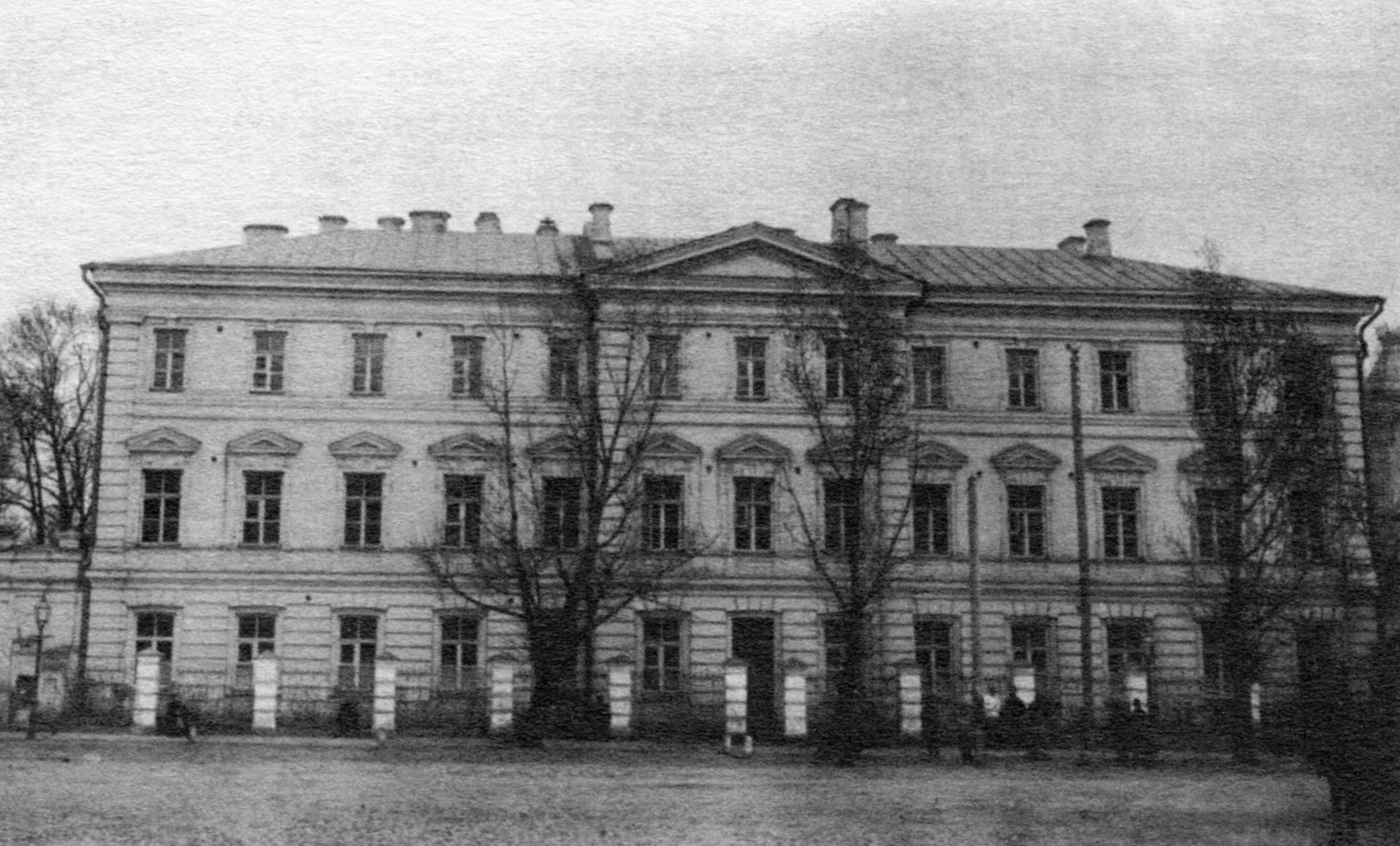
Kijowska Akademia Duchowna

Kijowska Akademia Duchowna została utworzona po likwidacji przez Świątobliwy Synod Rządzący Akademii Mohylańskiej w Kijowie. Zamknięta w 1919 przez bolszewików w czasie wojny domowej po rewolucji październikowej. W czasach sowieckich w budynkach akademii funkcjonowała kijowska wojenno-morska szkoła nauk politycznych.
Współcześnie na jej tradycje powołują się dwie uczelnie powstałe w 1992 po rozpadzie ZSRR i deklaracji niepodległości Ukrainy: Kijowska Akademia Duchowna Ukraińskiej Cerkwi Prawosławnej Patriarchatu Moskiewskiego i Kijowska Akademia Duchowna Ukraińskiej Cerkwi Prawosławnej Patriarchatu Kijowskiego (od 2018 r. Kościoła Prawosławnego Ukrainy).

Jednym z wykładowców był Afanasij Bułgakow (1859-1907), ojciec Michaiła, autora Mistrza i Małgorzaty.